# Джемини-2
«Джемини-2» — американский космический корабль. Второй беспилотный полет по программе «Джемини».

## Задачи полёта
Основной целью полёта являлись проверка и регулировка всех систем корабля, проверка ракеты-носителя и систем мягкой посадки, а также тренировка наземной команды обслуживания перед пилотируемым запуском.

## Полёт
Запуск долго откладывался. Дважды — в августе и сентябре — из-за ураганов. Первоначально планировалось запустить корабль 26 августа 1964 года, но затем старт был перенесён на 9 декабря 1964 года. Во время запуска 9 декабря система обнаружения сбоев ракеты-носителя обнаружила технические проблемы из-за снижения гидравлического давления в двигателе, и через одну секунду после зажигания последовала команда выключения двигателя. Старт снова перенесли — на январь 1965.
Запуск состоялся 19 января 1965 года, в 9:04. Продолжительность полёта 18 минут. Полёт был суборбитальным. Программа полёта выполнена полностью. В ходе полёта успешно протестированы бортовые системы корабля.
Посадка — 19 января 1965 года, в 9:22. Корабль приводнился в Атлантическом океане, в 62,9 км от расчётной точки.

## Повторное использование
3 ноября 1966 года Джемини-2 был повторно использован во время тестового запуска по программе Пилотируемая орбитальная лаборатория - MOL.
Запуск был произведён с помощью ракеты носителя «Титан IIIC»